# 2009 год в науке
2009 — Международный год астрономии (ЮНЕСКО).

## События
- 18 февраля — американское и европейское космические агентства выбрали Юпитер целью следующей автоматической миссии, объектом исследования станут спутники Юпитера Европа и Ганимед[2].
- 24 февраля — комета Лулинь приблизилась к Земле на наименьшее расстояние, достигнув по яркости пятой звёздной величины[3].
- 10 марта — президент США Барак Обама снял все ограничения на проведение исследований стволовых клеток эмбриона человека в США[4].
- 4 июня — Роснаука открыла единый федеральный интернет портал по нанотехнологиям —
- 23 июля — на медицинской пресс-конференции в Германии было объявлено об первой в мире успешной пересадке рук[5].
- Июль — запущен проект «Коннектом Человека» для описания карты связей человеческого мозга

## Достижения человечества

### Январь
- 1 января — в проекте распределённых вычислений PrimeGrid открыто простое число Прота 15×2483098+1 (145 429 цифр)[6].
- 6 января — орбитальный телескоп «Ферми» открыл 12 пульсаров нового класса — т. н. гамма-пульсары[7]. Первый из подобных объектов телескоп открыл осенью 2008 года.
- 23 января — учёным впервые удалось телепортировать квантовое состояние кубита на один метр[8][9].
- 23 января — Япония запустила спутник «Ибуки» — первый в мире спутник для изучения парникового эффекта[10].
- 25 января — учёные Европейской молекулярно-биологической лаборатории установили, что транскрипция в геноме с одного и того же промотора может идти в обоих направлениях[11].
- 28 января — группе учёных, работающих на ускорителе Тэватрон, удалось обнаружить следы ранее неизвестной частицы[12].
- 29 января — астрономам удалось установить, что климат на экзопланете HD 80606b является одним из самых экстремальных из известных[13].
- 30 января — был запущен российский спутник «Коронас-ФОТОН». Он стал третьим спутником, запущенным в рамках программы КОРОНАС (Комплексные орбитальные околоземные наблюдения активности Солнца)[14].

### Февраль

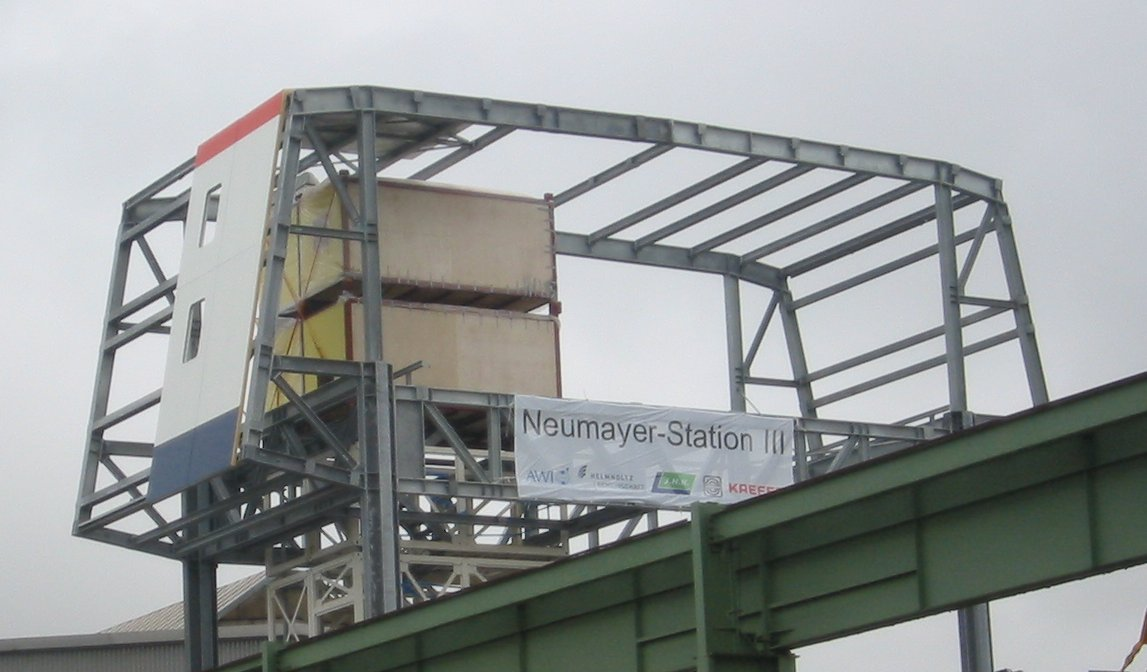
Антарктическая научно-исследовательская станция Ноймайер 3

- 2 февраля — международной группе исследователей удалось получить из графена и водорода новый материал графан[15].
- 3 февраля — с помощью орбитального телескопа COROT открыта самая маленькая экзопланета COROT-Exo-7b диаметр которой всего в два раза больше земного[16].
- 4 февраля — в Колумбии обнаружены окаменелые останки Titanoboa cerrejonensis, самой большой змеи из известных ранее; длина животного составляла 12,8 м, а вес достигал 1135 килограммов[17].
- 6 февраля — учёным из Пенсильванского университета удалось создать новую технологию производства метана, которая использует нанотрубки из диоксида титана (TiO2), легированные азотом[18][19].
- 6 февраля — германские генетики из Института Макса Планка объявили о первичной расшифровке полного генома неандертальца[20].
- 8 февраля — группа немецких молекулярных биологов завершила черновую расшифровку генома неандертальца[21].
- 9 февраля — египетские археологи обнаружили около 30 мумий и, по меньшей мере, один закрытый саркофаг в захоронении, которому около 4300 лет, у западной стороны ступенчатой пирамиды Джосера в Саккаре[22].
- 10 февраля — исследователи из Эдинбургского университета разработали и опробовали на опыте микрочипы, способные по заранее намеченной схеме выращивать живые нейроны на своей поверхности[23].
- 10 февраля — в Мехико археологи Национального института антропологии и истории Мексики открыли погребальный комплекс XVI века в фундаменте Центрального храма Тлательолько[24].
- 11 февраля — исследователи из Лос-Аламосской национальной лаборатории представили доказательства реальности эффекта умножения носителей заряда в крошечных кристаллах полупроводников[25].
- 12 февраля — группе американских и китайских учёных удалось получить самый прочный на сегодняшний день материал — специально обработанный лонсдейлит. Он оказался на 58 процентов твёрже алмаза[26].
- 15 февраля — сотрудники парижского Института Кюри разработали новое оружие для борьбы с раком — молекулярную «приманку», которая симулирует повреждение ДНК и заставляет раковые клетки убивать самих себя[27].
- 15 февраля — японские учёные из национальной астрономической обсерватории составили полные карты рельефа Луны, использовав при этом данные, полученные с собственного космического зонда «Кагуя»[28].
- 17 февраля — учёные создали искусственную ДНК[29].
- 20 февраля — вошла в эксплуатацию новая научно-исследовательская станция Германии в Антарктиде — «Ноймайер 3»[30].
- 25 февраля — группа учёных из Медицинской школы Гарварда совместно с Барнхэмским институтом медицинских исследований (Burnham Institute for Medical Research) создали в лабораторных условиях антитела к вирусу гриппа, которые действуют против многих штаммов вируса одновременно[31].
- 25 февраля — в Кении найдены следы Homo erectus возрастом 1,5 миллиона лет[32].
- 27 февраля — опубликован отчёт объединённой группы учёных из Стэнфордского и Нью-Йоркского университетов, в котором авторы сообщают об успешном завершении опытов по выращиванию прототипов органов на основе стволовых клеток[33].

### Март

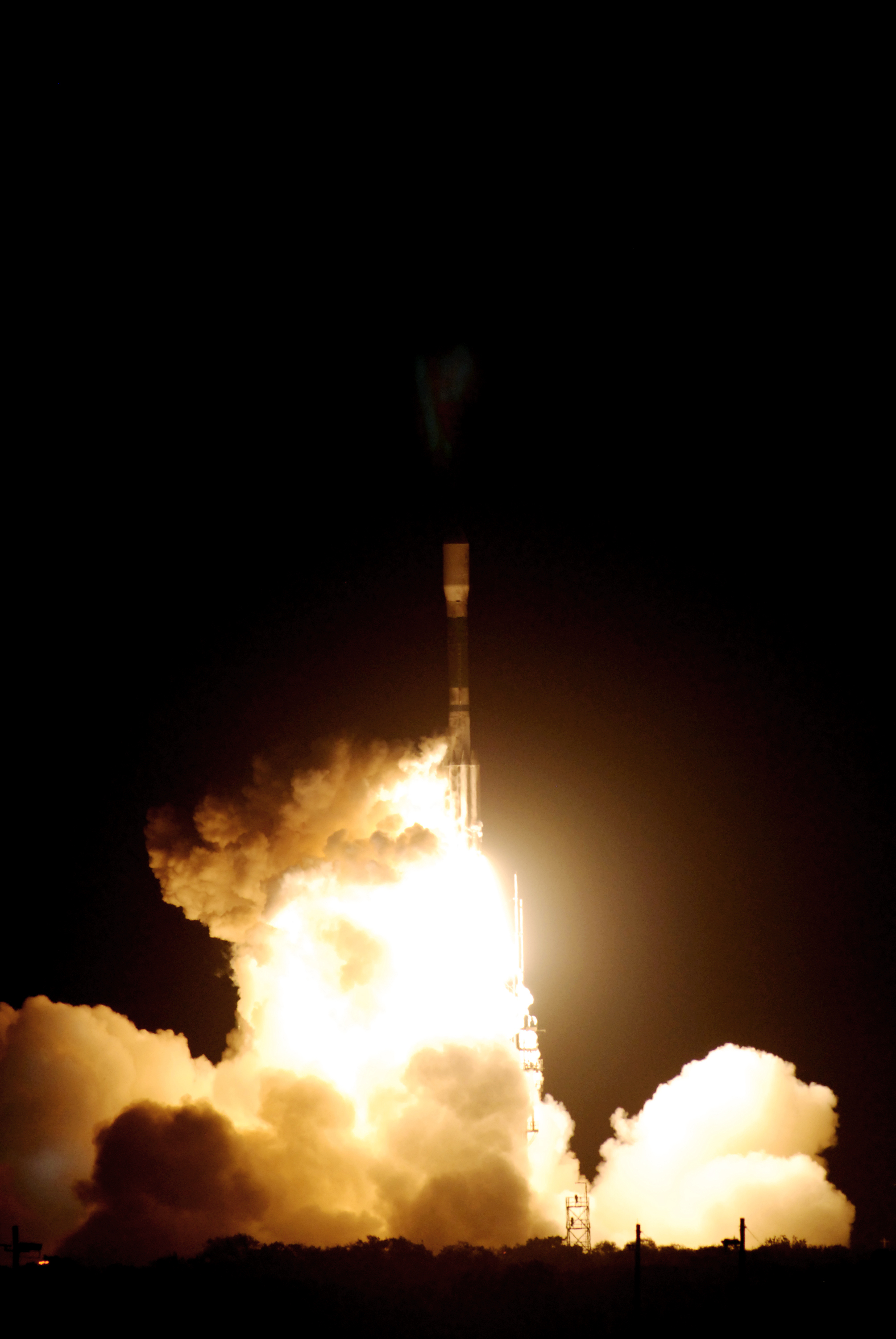
Запуск телескопа «Кеплер».

- 1 марта — китайский лунный зонд «Чанъэ-1» закончил программу исследований, и был уничтожен путём жёсткой посадки на лунную поверхность[34].
- 1 марта — две группы учёных из США и Канады разработали более безопасную методику превращения клеток кожи в стволовые клетки, для которой не требуется использование вирусов при изменении функции клетки[35].
- 7 марта
  - Запуск орбитального телескопа Кеплер, цель которого поиск внесолнечных планет[36].
  - В проекте распределённых вычислений PrimeGrid открыто простое число Прота 659×2617815+1 (185 984 цифры)[37].
- 10 марта — американская Национальная установка зажигания (англ. National Ignition Facility — NIF) произвела рекордный световой импульс в 1,1 мегаджоуля[38].
- 12 марта — орбитальный телескоп «Spitzer» впервые обнаружил углеродные звёзды в центре Галактики. Это открытие подтвердило некоторые аспекты теории эволюции звёзд[39].
- 15 марта — запуск Дискавери «STS-119»[40]. Цель — доставка нового сегмента солнечных батарей на МКС.
- 17 марта — с космодрома Плесецк осуществлён пуск ракеты-носителя «Рокот» с научно-исследовательским спутником GOCE[41].
- 17 марта — в Арктике группой норвежских учёных найдена уникальная доисторическая рептилия, которая получила название «Хищник X» из-за устрашающих челюстей и размеров тела[42].
- 17 марта — коллаборацией CDF, работающей на Тэватроне, было объявлено о регистрации элементарной частицы Y (4140), имеющей по современным представлениям неопределённый кварковый состав и каналы распада, не описываемые в рамках Стандартной модели[43][44]. В ноябре 2012 года наблюдение данной частицы было подтверждено коллаборацией CMS[45][46].
- 26 марта — произведён запуск российского пилотируемого корабля Союз ТМА-14 с туристом на борту[47].
- 27 марта — учёным из Университета Мичигана (США) удалось идентифицировать маркер развития рака предстательной железы[48].
- 27 марта — британский инженер из Хэмпшира побил мировой рекорд скорости передвижения на устройстве, использующем энергию ветра[49].
- 31 марта — экипаж из шести добровольцев — четырёх россиян, немца и француза — начинает эксперимент по имитации полёта на Марс[50].

### Апрель

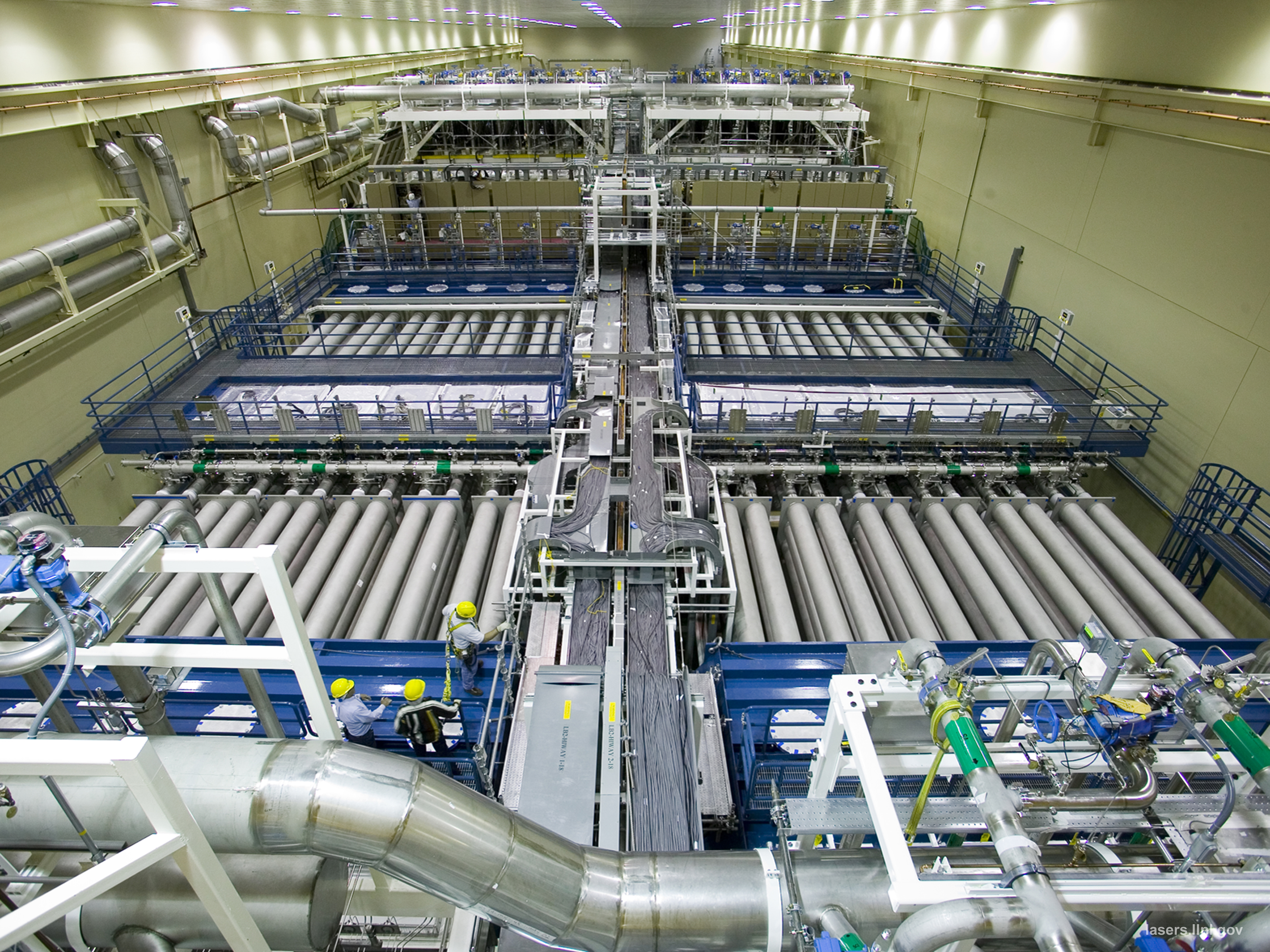
Лазерный комплекс имитации ядерных испытаний

- 1 апреля — сотрудники Национальной Ливерморской лаборатории имени Лоуренса завершили подготовку к эксперименту по запуску управляемого термоядерного синтеза с помощью сверхмощного лазера[51].
- 2 апреля
  - Учёные из Массачусетского технического института разработали батарейки, в которых электродом служат продукты жизнедеятельности вируса M13[52].
  - В проекте распределённых вычислений PrimeGrid открыто простое число Прота 659×2617815+1 (185 984 цифры)[53].
- 4 апреля — полностью автоматизированная система «Адам» смогла провести полноценное генетическое исследование без участия человека[54][55].
- 5 апреля
  - Северокорейские СМИ сообщили об успешном запуске экспериментального спутника связи «Кванмёнсон-2»[56].
  - В проекте распределённых вычислений PrimeGrid открыто простое 321-число 3×25082306+1 (1 529 928 цифр)[57].
- 6 апреля — израильские археологи обнаружили керамическую пластину с изображением единственной известной историкам правительницы древнего Ханаана[58].
- 6 апреля — ракетно-космическая корпорация «Энергия» стала победителем конкурса, объявленного Федеральным космическим агентством РФ на эскизное проектирование нового пилотируемого космического корабля[59].
- 8 апреля — исследователи из университета Калифорнии идентифицировали ген JunB, который контролирует быстрое производство и дифференциацию стволовых клеток, преобразующихся во все типы клеток крови[60].
- 10 апреля — сотрудники университета штата Портленда разработали новый препарат против малярии — акридон, который не только лечит от заболевания, но и устраняет невосприимчивость организма к другим медикаментам[61].
- 14 апреля — в Объединённых Арабских Эмиратах впервые получен клон верблюда[62].
- 17 апреля — группа американских и британских учёных обнаружила во льдах Антарктики изолированную уже 1,5—2 млн лет колонию микробов, использовавшую для роста и выживания серу и железо[63].
- 20 апреля — открыты самые лёгкие коричневые карлики в области звездообразования IC 348[64].
- 21 апреля
  - Открыта экзопланета с массой чуть большей 2 масс Земли[65].
  - В проекте распределённых вычислений PrimeGrid открыто простое число Каллена 6328548×26328548+1 (1 905 090)[66].
- 24 апреля — биологами США расшифрован геном коровы[67].
- 28 апреля — сделаны первые фотографии мимивируса[68].
- 29 апреля — орбитальный телескоп Swift зафиксировал взрыв GRB 090423 одной из самых удалённых от Земли звёзд, находящейся на расстоянии в более чем 13 миллиардов световых лет[69].

### Май

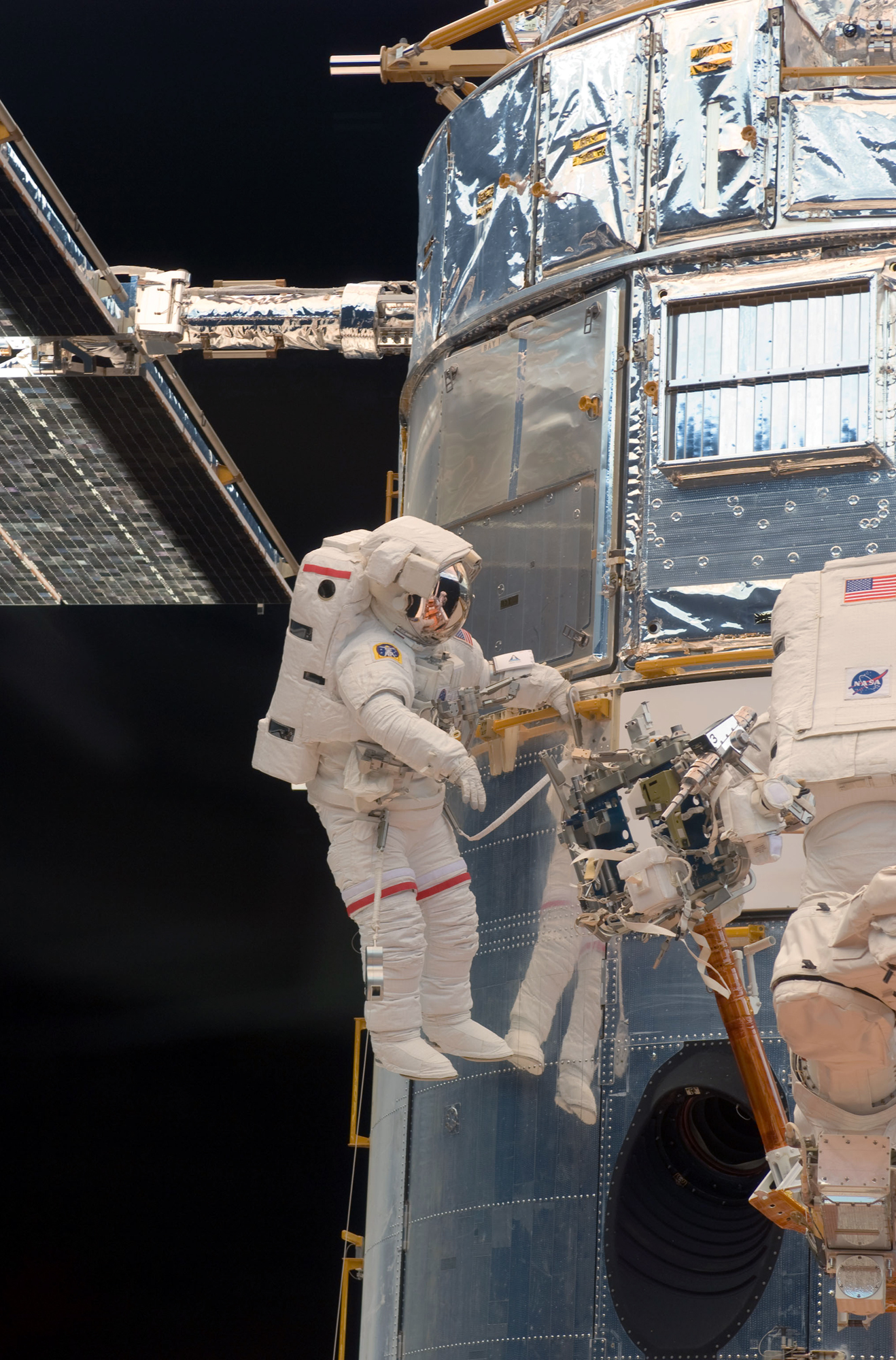
Ремонт космического телескопа «Хаббл».

- 4 мая — воссоздан скульптурный портрет первого европейца, жившего в районе Карпатских гор около 34—36 тысяч лет назад[70].
- 5 мая — группа учёных из Колумбийского университета выделила ген, играющий ключевую роль в механизме, который заставляет атеросклеротические бляшки отрываться от стенок сосуда, превращая их в тромбы.[71]
- 5 мая — группа исследователей из компании «Checkmate Seaenergy» разработала аппарат под названием «Анаконда», способный использовать энергию моря[72].
- 5 мая — на севере Португалии обнаружено одно из самых крупных кладбищ с окаменевшими останками трилобитов. Среди них найдены останки самого большого из известных науке трилобитов, длина которого составляет 90 см.[73]
- 6 мая — на Мадагаскаре биологи открыли более 200 новых видов лягушек[74].
- 7 мая — в результате раскопок в Синайской пустыне в Египте найдена крепость, которая может стать ключом для открытия целой сети оборонительных сооружений, выстроенных фараонами на северных границах Египта[75].
- 11 мая — миссия шаттла Атлантис «STS-125» по ремонту телескопа Хаббл[76].
- 14 мая — в Южной Германии найдено самое древнее скульптурное изображение женщины[77].
- 14 мая — на борту ракеты «Ариан 5» стартовали два орбитальных телескопа: Гершель и Планк[78].
- 14 мая — преодолено главное препятствие на пути к абиогенному синтезу РНК — британским химикам удалось синтезировать нуклеотиды Г и У в условиях, которые вполне могли существовать в мелких водоёмах на ранней Земле[79].
- 19 мая — разработаны стволовые клетки, которые способны находить и убивать клетки раковых опухолей. Они выделяют белок TRAIL (TNF-related apoptosis-inducing ligand), который вызывает смерть исключительно раковых клеток, но не затрагивает здоровые[80].
- 27 мая — запуск космического корабля «Союз ТМА-15» к МКС. Численность экипажа МКС увеличилась до 6 человек[81].
- 27 мая — получены экспериментальные свидетельства макроскопического квантового туннелирования в нанопроволоках[82].
- 27 мая — японской группе учёных удалось создать генетически модифицированных приматов, которые не только светятся зелёным цветом, но и передают эту особенность потомкам[83].
- 31 мая — разработана вакцина для лечения рака кожи[84][85][86].

### Июнь

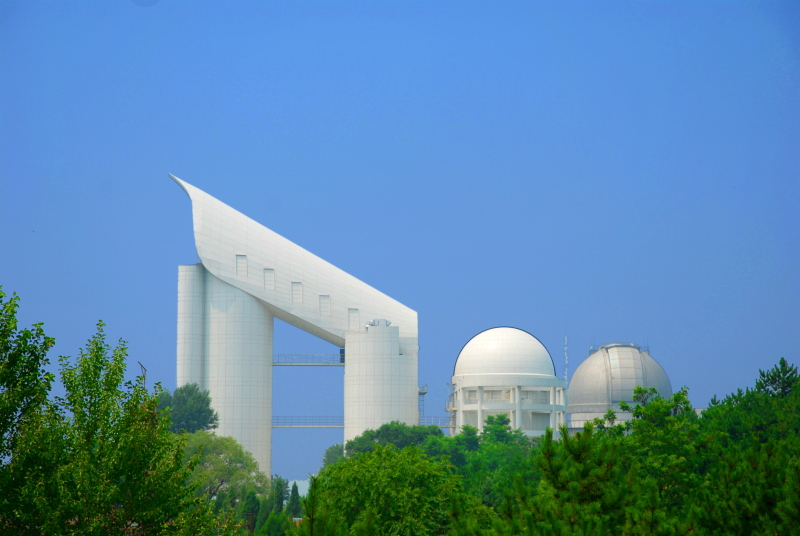
Крупнейший в мире спектроскоп LAMOST.

- 1 июня — группа археологов во главе с Дэвидом Коэном (англ. David Cohen) из Бостонского университета, обнаружила в китайской провинции Хунань осколки керамики возрастом 17,5—18,3 тыс. лет[87].
- 1 июня — на солнечной обсерватории BBSO (Солнечная обсерватория «Большой Медведь») начал работать самый крупный в мире солнечный телескоп с апертурой 1,6 м[88].
- 3 июня — группа исследователей обнаружила место зарождения ледяного покрова в Восточной Антарктике — горы Гамбурцева[89].
- 3 июня — американский робот-субмарина «Нерей» достиг дна Бездны Челленджера — самой глубокой части Марианской впадины[90].
- 4 июня — в Китае вступил в строй крупнейший в мире спектроскоп LAMOST[91].
- 5 июня — открыта первая экзопланета у звезды PA-99-N2 за пределами Млечного Пути — в галактике М31[92].
- 9 июня — Шведская космическая корпорация осуществила в рамках международного сотрудничества запуск аэростата с шеститонным солнечным телескопом SUNRISE[93].
- 10 июня — Южная Корея объявила об окончании строительства своего космического центра Наро[94].
- 10 июня — японская АМС Кагуя, предназначенная для исследования Луны, закончила свою миссию, совершив контролируемое столкновение с поверхностью Луны[95].
- 11 июня — подтверждено открытие 112 элемента периодической таблицы Менделеева. 19 февраля 2010 года ИЮПАК официально утвердил название элемента — Коперниций[96].
- 15 июня — глубоководные аппараты «Мир-1» и «Мир-2» начали второй этап экспедиции по изучению Байкала.[97]
- 15 июня — учёные оживили не известные ранее науке бактерии Herminiimonas glaciei, найденные в толще гренландского льда. Их возраст составляет 120 000 лет. Возможно, на Землю они попали из космоса[98].
- 15 июня — открыта первая формирующаяся двойная звезда 253-1536. Протопланетные диски были обнаружены вокруг этих компаньонов в Туманности Ориона[99].
- 17 июня — американские астрономы обнаружили на Марсе каньон, сформированный водой — первое достоверное доказательство того, что на этой планете вода участвовала в формировании ландшафтов[100].
- 18 июня — запуск косморобота LRO; эксперимент LCROSS — обстреливание южного полюса Луны двумя космическими спутниками-болванками с сенсорами, чтобы определить, есть ли в этом районе лунной поверхности частички водяного льда[101].
- 22 июня — под Чёрными холмами в Южной Дакоте официально начала работу Сэнфордская подземная лаборатория[англ.][102].
- 25 июня — третий раз в истории, когда одна из глубоких скважин, в рамках проекта Iceland Deep Drilling Project, добралась до очага магмы. Событие произошло на глубине 2104 метра, в кальдере Крапла, Исландия[103].
- 28 июня — запуск метеорологического спутника GOES-O[104].
- 30 июня — анонсировано открытие залежей урана на Луне. Открытие основано на данных, полученных с зонда Кагуя[105].
- 30 июня — завершение космической миссии «Улисс» по исследованию Солнца. За 18 лет зонд совершил почти три полных оборота вокруг Солнца по эллиптической орбите, преодолев более 8,85 млрд км.[106]

### Июль

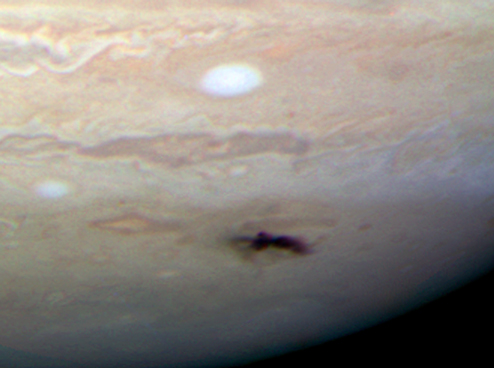
Тёмное пятно на Юпитере после падения на него небесного тела.

- 3 июля — в Австралии были открыты три новых вида динозавров: Australovenator wintonensis, Wintonotitan wattsi и Diamantinasaurus matildae[107].
- 3 июля — в Канаде завершено строительство крупнейшей в мире подводной лаборатории Neptune Canada[108].
- 6 июля — в Интернете были размещены около 800 страниц знаменитого Синайского Кодекса — самой древней Библии, содержащей в себе текст Нового Завета[109].
- 6 июля — группа археологов обнаружила в центральном Иерусалиме каменоломню позднего периода Второго Храма[110].
- 7 июля — группа археологов в Бразилии обнаружила окаменевшие останки неизвестного науке вида крокодила — Armadillosuchus[111].
- 14 июля — первый успешный запуск спутника частной компанией: компания Space Exploration Technologies вывела на орбиту малайзийский спутник RazakSAT с помощью ракеты носителя «Falcon-1»[112].
- 15 июля — группа исследователей из Калифорнии подтвердила наличие коллагена в образцах тканей тираннозавра возрастом 68 * миллионов лет[113].
- 15 июля — миссия шаттла Индевор к МКС;[114] доставка «Внешней экспериментальной платформы» (JEM EF).
- 17 июля — опубликованы снимки космического аппарата LRO, который сфотографировал с высоким разрешением 5 из 6 мест посадки «Аполлонов» на Луну[115].
- 18 июля — зонд Opportunity обнаружил на Марсе кусок скалы, который с высокой вероятностью является метеоритом[116].
- 19 июля — австралийский астроном-любитель Энтони Уэсли обнаружил следы падения на Юпитер небесного тела[117].
- 21 июля — группа исследователей выяснила, что мутации, характерные для современного индийского населения, имеются только у аборигенов Австралии, а это, по мнению учёных, доказывает, что австралийские аборигены первоначально прибыли через Южную Азию[118].
- 22 июля — жители Китая, Бутана, Японии и некоторых других стран наблюдали полное солнечное затмение[119].
- 23 июля — группа археологов обнаружила в Средиземном море пять древнеримских кораблей, потерпевших кораблекрушение в период между I веком до н. э. и V веком н. э.[120]
- 24 июля — на Канарских островах прошла церемония открытия крупнейшего в мире оптического телескопа с участием короля Испании Хуана Карлоса[121].
- 26 июля — АМС «Кассини» обнаружила новый спутник Сатурна.
- 27 июля — американские исследователи обнаружили в Неваде окаменелые останки пчёл нового вида — Apis nearctica. Это открытие переписывает историю эволюции медоносных пчёл, опровергая бытовавшее до сих пор мнение о том, что все пчёлы произошли из Европы и Азии[122].
- 30 июля — профессор Питер Рид и Тимоти Доулинг выяснили, что сутки на Сатурне короче на 5 минут, нежели считалось ранее, и составляют 10 ч 34 мин 13 сек[123].
- 30 июля — группа учёных из Оксфордского университета создала прозрачное соединение алюминия (англ.)[124].

### Август
- 1 августа — в пустыне Гоби, Монголия, обнаружены редкие буддийские сокровища — статуи, картины, манускрипты и личные вещи известного буддийского религиозного лидера XIX века Данзана Равджаа[125].
- 2 августа — в Камеруне обнаружена новая разновидность ВИЧ[126].
- 3 августа — вездеход Opportunity обнаружил на Марсе метеорит[127].
- 4 августа — команда археологов из университета Северной Каролины обнаружила ритуальный сосуд возрастом 2 тыс. лет надписями на неизвестном науке языке[128].
- 5 августа — в проекте распределённых вычислений PrimeGrid открыто простое число Каллена 6679881×26679881+1 (2 010 852 цифры)[129].
- 6 августа — при раскопках на Таманском полуострове найдены руины Фанагорийского акрополя — дворца Митридата VI Евпатора[130].
- 6 августа — расшифрован геном ВИЧ[131].
- 11 августа — космический телескоп «Спитцер» зафиксировал столкновение двух экзопланет[132].
- 12 августа — британские астрономы впервые в истории науки обнаружили экзопланету WASP-17b, которая обладает ретроградной орбитой[133].
- 20 августа — эксперимент LIGO по поиску гравитационных волн дал нулевой результат[134].
- 22 августа — глубоководный обитаемый аппарат «Мир-1» погрузился на Байкале на рекордную глубину 1640 метров[135].
- 25 августа — с космодрома Наро запущена первая южнокорейская ракета «Наро-1», которая должна была вывести на орбиту научный спутник «STSAT-2»[136]. Однако спутник не вышел на орбиту и сгорел в плотных слоях атмосферы[137].
- 28 августа — учёные из исследовательской лаборатории IBM в Цюрихе улучшили технологию, позволяющую получить графические данные о структуре индивидуальной молекулы, на полученных изображениях видны химические связи[138].
- 29 августа — миссия шаттла Дискавери к МКС[139].
- 31 августа — физики экспериментально подтвердили предсказанное Шрёдингером «дрожание» элементарных частиц[140].

### Сентябрь
- 2 сентября — в проекте распределённых вычислений PrimeGrid открыта арифметическая прогрессия из 25 простых чисел 20919497549238289+3155495×23#×n, {\displaystyle 0\leq n\leq 24}[141].
- 3 сентября
  - Сразу несколько независимых исследовательских групп объявило об обнаружении в спиновом льду из титаната диспрозия квазичастиц, имитирующих магнитные монополи[142].
  - В проекте распределённых вычислений PrimeGrid открыто первое вероятно простое число 24583176+2131 (1 379 674 цифры) с числом цифр более 1 миллиона[143].
- 9 сентября — запуск спутника SMOS, предназначенного для исследования влажности почвы и солёности океана[144].
- 10 сентября — с космодрома Танегасима специалистами Японского космического агентства осуществлён пуск ракеты-носителя H-2B с первым японским грузовым транспортным кораблём HTV[145].
- 13 сентября — группа британских археологов из Университета Дарема и Университета Шеффилда, в рамках проекта по исследованию неандертальцев обнаружила в пещере в Девоне (Великобритания) зубы и кости животных времен Ледникового периода[146].
- 15 сентября — учёные Харьковского физико-технического института сфотографировали атом.
- 29 сентября — биологами университета Аделаиды сделан доклад о новых 850 видах слепых живых существ обнаруженных ими в австралийских пещерах[147].
- 30 сентября — запуск космического корабля «Союз ТМА-16» к МКС[148]. В полёт отправился экипаж МКС-21 и космический турист Ги Лалиберте[149].

### Октябрь
- Запущен проект добровольных распределённых вычислений EDGeS@Home, целью которого является интеграция различных грид-систем в рамках проекта EGEE Седьмой рамочной программы Евросоюза[англ.][150].
- 1 октября — палеонтологи опубликовали подробное описание скелета ардипитека, существа обладающего чертами свойственными как общим предкам человека и обезьян, так и прогрессивными признаками, которые встречаются только у предков человека[151].
- 6 октября — с помощью телескопа «Спитцер» было обнаружено новое, гигантское кольцо вокруг Сатурна[152].
- 9 октября — американский космический аппарат LCROSS в 15:34 по московскому времени столкнулся с Луной[153]. Это столкновение проходило в рамках проекта NASA по поиску воды на естественном спутнике земли[154].
- 16 октября — продолжается подготовка к запуску Большого адронного коллайдера, он вновь охлаждён до температуры 1,6К[155].
- 19 октября — группой астрономов из Европейской южной обсерватории в Чили было анонсировано открытие сразу 32 экзопланет[156]
- 28 октября — состоялось первое лётное испытание ракеты-носителя «Арес I», эта ракета-носитель будет доставлять на орбиту корабли нового поколения «Орион», которые заменят шаттлы[157].

### Ноябрь
- 2 ноября — с космодрома Плесецк запущена ракета-носитель Рокот с научными спутниками SMOS и Proba-2[158].
- 6 ноября — астрономы открыли новый класс сверхновых звёзд. Первый его представитель — SN 2002bj[159].
- 10 ноября — с космодрома Байконур запущен российский исследовательский модуль МКС «Поиск»[160].
- 10 ноября — орбитальный телескоп XMM-Newton обнаружил чёрную дыру NGC 5408 X-1 средней массы в галактике NGC 5408[161].
- 11 ноября — придуман новый способ обнаружения планет у других звёзд — с помощью спектрального анализа. Пониженное содержание лития в атмосфере звезды может означать наличие у светила планет[162].
- 13 ноября — НАСА опубликовало предварительные результаты обработки данных полученных лунным зондом LCROSS, из которых следует, что на Луне обнаружена вода[163].
- 16 ноября — из Космического центра имени Кеннеди осуществлён пуск шаттла «Атлантис» по программе STS-129[164].
- 17 ноября — новый гигантский радиотелескоп ALMA собрал первые научные данные. В полную силу он начнёт работать в 2012 году[165].
- 17 ноября — астрономами обнаружена звезда V445 Кормы, которая в ближайшем будущем вспыхнет сверхновой[166].
- 19 ноября — международным коллективом исследователей расшифрован геном кукурузы[167].
- 20 ноября — после года простоя запущен Большой адронный коллайдер[168].
- 25 ноября — в проекте распределённых вычислений PrimeGrid открыта арифметическая прогрессия из 25 простых чисел 46176957093163301+1109121×23#×n, {\displaystyle 0\leq n\leq 24}[169].
- 30 ноября — Большой адронный коллайдер установил мировой рекорд по разгону пучков протонов до высокого энергетического уровня, разогнав пучки до энергии 1180 ГэВ[170].

### Декабрь
- 3 декабря — впервые удалось зарегистрировать на практике редчайший тип сверхновых — так называемую сверхновую, взорвавшуюся из-за нестабильности пар, SN 2007bi[171].
- 7 декабря — обнаружен обратный эффект Казимира — отталкивание материалов на нанометровых расстояниях[172].
- 9 декабря
  - Археологи нашли в Австралии следы древнейших поселений людей, возраст которых составляет от 45 до 50 тысяч лет[173].
  - В проекте распределённых вычислений PrimeGrid открыто обобщённое простое число Вудала 563528×13563528−1 (627 745 цифр)[174].
- 10 декабря — с помощью космического гамма-телескопа Ферми открыт самый яркий блазар — 3C 454.3[175].
- 11 декабря — американские палеонтологи сообщили об обнаружении нового вида тероподных динозавров Tawa hallae в отложениях триасового периода[176].
- 13 декабря — в проекте распределённых вычислений PrimeGrid открыто простое число 27×21902689−1 (572 768 цифр)[177].
- 14 декабря — на орбиту Земли запущен новый телескоп WISE, исследующий небо в инфракрасном диапазоне[178].
- 17 декабря — удалось полностью расшифровать генетический код двух самых распространённых онкологических заболеваний — рака кожи и лёгких[179].
- 21 декабря — запуск космического корабля «Союз ТМА-17» к МКС.
- 25 декабря — объявлено о создании молекулярного транзистора: исследователям США и Южной Кореи удалось превратить в транзистор молекулу бензола, прикреплённую к сделанному из золота контакту[180].
- 26 декабря — в проекте распределённых вычислений PrimeGrid открыто простое число Прота 27×22218064+1 (667 706 цифр)[181].
- 31 декабря — французский математик Фабрис Беллар вычислил число Пи с рекордной точностью[182].

## Награды
- Нобелевские премии
  - Нобелевскую премию в области медицины и физиологии получили трое американских учёных — Элизабет Блэкбёрн, Кэрол Грейдер и Джек Шостак, «за открытия механизма защиты хромосом теломерами и ферментом теломеразой»[183].
  - Нобелевская премия в области физики за 2009 год присуждена исследователю Чарльзу Као за разработки оптических систем передачи данных, а также Уилларду Бойлу и Джорджу Смиту за изобретение оптических полупроводниковых сенсоров[184].
  - Лауреатами Нобелевской премии в области химии стали британец Венкатраман Рамакришнан, американец Томас Стайц и израильтянка Ада Йонат «за исследования структуры и функций рибосомы»[185].
  - Лауреатами Нобелевской премии по экономике стали Оливер Уильямсон и Элинор Остром; впервые эта награда присуждена женщине[186].
- Математика
  - Абелевская премия
    - Михаил Громов (СССР, Франция) — «за революционный вклад в геометрию»[187]
- Большая золотая медаль имени М. В. Ломоносова
  - Рёдзи Ноёри — за выдающийся вклад в развитие органической химии и каталитического асимметрического синтеза.
  - Вадим Тихонович Иванов — за выдающийся вклад в развитие биоорганической химии.
- Другие награды РАН
  - Премия имени Г. В. Плеханова — Константин Михайлович Долгов — доктор философских наук — за серию работ по философской эстетике[188].
- Премия Бальцана
  - Литература с 1500 года: Теренс Кейв (Великобритания)
  - Материаловедение: Михаэль Гретцель (ФРГ, Швейцария)
  - Неврология: Бренда Милнер (Великобритания)
  - История науки: Паоло Росси Монти[итал.] (Италия)
- Международная премия по биологии
  - Winslow Briggs — ботаника.
- Премия Тьюринга
  - Чарльз Текер — за новаторскую разработку и создание Альто, первого современного персонального компьютера, а также за его вклад в технологию Ethernet и развитие планшетных персональных компьютеров.

## Скончались
- 6 февраля — Мацей Наленч, польский учёный, специалист в области биокибернетики.
- 8 ноября — Виталий Лазаревич Гинзбург, советский и российский физик-теоретик, лауреат нобелевской премии по физике.